# Бессмертные (Космос: пространство и время)
Бессмертные (англ. The Immortals) — одиннадцатый эпизод американского документального телевизионного шоу «Космос: пространство и время». Премьера эпизода состоялась 18 мая 2014 года на телеканале Fox, а 19 мая 2014 года — на телеканале National Geographic Channel. В качестве режиссёра эпизода выступил Брэннон Брага, сценарий был написан Энн Друян и Стивеном Сотером. Эпизод по большей части посвящён исследованию жизни, её происхождению и возможности существования жизни на других планетах. Также эпизод рассматривает гипотезу панспермии, согласно которой астероиды и кометы несут на себе стойкие к радиции микроорганизмы, благодаря чему на различных планетах может появиться жизнь.

## Сюжет
Тайсон рассказывает о том, как появление письменности позволило людям передавать знания следующим поколениям, и о принцессе Энхедуане, которая приблизительно в 2280 году до н. э. стала одной из первых, кто поставил своё имя под собственными записями. Также Тайсон упоминает о царе Гильгамеше, который собирал различные истории, в том числе историю об Утнапишти, рассказывающую о Великом потопе практически идентично мифу о Ноевом ковчеге. Далее рассказ переходит к утверждению, что ДНК также может вести записи информации, чтобы способствовать размножению жизни, и ряду теорий о том, что жизнь могла зародиться на Земле, развиваясь из небольшого скопления химических соединений, или стать результатом столкновения с метеоритом, прибывшим с другой планеты. В последнем случае, как рассказывает Тайсон, теория была выдвинута после исследования метеорита, упавшего в 1911 году возле деревушки Нахла, во время которого было обнаружено, что он практически идентичен образцам почвы планеты Марс, добытыми аппаратами программы «Викинг». Это и позволило выдвинуть гипотезу о том, что жизнь могла прибыть транзитом с Марса, а также исследовать возможность некоторых микробов пережить долгое путешествие сквозь космическое пространство. С движением множества солнечных систем через галактику на протяжении миллиардов лет планеты могли подобным образом обмениваться формами жизни.
Тайсон продолжает рассказ, подняв тему существования жизни на других планетах. Он объясняет, что проект 1940-х годов под названием «Диана» показал, что радиоволны могут свободно проходить атмосферу, устремляясь в космическое пространство, и что все сигналы телерадиовещания, посланные человечеством, продолжают исходить от нашей планеты. После этого Тайсон отмечает, что в результате этого открытия было начато множество проектов по поиску сигналов от внеземных цивилизаций. Вычисления скорости развития и продолжительности существования цивилизации позволяют судить о реальности осуществления этих проектов. Тем не менее, есть вероятность, что цивилизации могли исчезнуть в результате взрывов сверхновых, стихийных бедствий (вроде возможного извержения супервулкана Тоба), а также уничтожить сами себя в процессе войны или другим образом — все это снижает вероятность обнаружения сигналов от них. Тайсон также описывает эллиптические галактики, в которых имеются старейшие красные карлики во Вселенной, которые могут предложить больше шансов для обнаружения внеземных цивилизаций. Эпизод завершается утверждением, что правильно организованное исследование других миров позволит человечеству покинуть Землю до того, как Солнце начнёт превращаться в красного гиганта.
В анимированных вставках показывается принцесса Энхедуана, образ и голос которой предоставила международная корреспондентка CNN International  Кристиан Аманпур.

## Рейтинг и отзывы
Премьеру эпизода в прямом эфире на канале Fox посмотрело 3,24 миллиона зрителей. При этом рейтинг эпизода в возрастной категории 18-49 составил 1,1/3. В результате эпизод занял третье и последнее место среди эпизодов своего таймблока, уступив эпизоду телесериала «хорошая жена» и специальному эпизоду шоу Saturday Night Live, и девятое место среди четырнадцати премьер той же ночи.
Дженнифер Уэллетт написала в Los Angeles Times, что «после замечательных повествований и захватывающих биографий персонажей, этот эпизод пошёл на ухудшение, сделал серьёзный шаг назад, обратно к бесцельным блужданиям, заметным в ранних эпизодах. Эпизод „Бессмертные“ много рассказывает о силе истории, однако плохо не учитывать собственное мнение об этом».